# Puntarenas Fútbol Club
Il Puntarenas Fútbol Club Sociedad Anónima Deportiva (Puntarenas Fútbol Club) o semplicemente Puntarenas FC è una società calcistica costaricana fondata il 30 giugno 2004. La squadra gioca dalla stagione 2008-2009 nella Primera División de Costa Rica. La sua sede è l'Estadio Miguel Lito Pérez meglio conosciuto come la “Olla Mágica”, i colori della squadra sono l'arancione e il nero, e popolarmente sono conosciuti come "chuchequeros".

## Storia
Nei primi mesi del 2004, gli imprenditori Eduardo Li ed Adrián Castro prendono la decisione di comprare la franchigia della squadra SD Santa Bárbara ed in questo modo nasce il Puntarenas FC che acquisì le azioni di quella squadra scomparsa.
Il debutto "porteño" in prima divisione si tenne la domenica 22 agosto del 2004 contro Belén nello stadio Miguel "Lito" Pérez di Puntarenas, le naranjas trionfarono con il punteggio finale di due a uno, con gol di Allan Oviedo ed Alejandro Alfaro.
In quella 1ª stagione si occupò il 10º posto della classifica generale.
Il mercoledì 28 novembre 2006 la squadra arancione guidata dal tecnico Luis Diego Arnáez vince la Coppa dei Campioni dell'area centroamericana e dei Caraibi.
La squadra giocò otto partite, delle quali vinse cinque, pareggiò due e perse una.
La stagione 2006 lasciò grandi soddisfazioni, secondo la FIFA fu la 116º squadra del mondo, prima dell'America Centrale e dei Caraibi e 5º della CONCACAF.

## Palmarès

### Competizioni nazionali
- Segunda División: 1

2021-2022

### Competizioni internazionali
- Copa Interclubes UNCAF: 1

2006

## Rosa 2011-2012
| N. |                       | Ruolo | Calciatore              |
| -- | --------------------- | ----- | ----------------------- |
| 2  | Costa Rica (bandiera) | D     | Sherman Vázquez         |
| 3  | Costa Rica (bandiera) | D     | Porfirio López          |
| 4  | Costa Rica (bandiera) | D     | Róger Estrada           |
| 5  | Costa Rica (bandiera) | D     | Rafael Núñez            |
| 7  | Costa Rica (bandiera) | C     | Kevin Sancho            |
| 8  | Costa Rica (bandiera) | C     | Heliut Farrier          |
| 9  | Costa Rica (bandiera) | A     | Hanswell Ewers Phillips |
| 10 | Costa Rica (bandiera) | C     | Mário Centeno           |
| 11 | Costa Rica (bandiera) | C     | Franklin Chacón         |
| 12 | Costa Rica (bandiera) | C     | José Macotelo           |
| 13 | Costa Rica (bandiera) | C     | Rafael Rodríguez        |
| 14 | Costa Rica (bandiera) | D     | Darío Delgado           |
| 15 | Costa Rica (bandiera) | C     | Juan Carlos Varela      |
| 16 | Costa Rica (bandiera) | C     | Jason Peña              |
| 17 | Costa Rica (bandiera) | D     | Mario Víquez            |
| 19 | Costa Rica (bandiera) | D     | Ricardo García          |

| N. |                       | Ruolo | Calciatore      |
| -- | --------------------- | ----- | --------------- |
| 20 | Costa Rica (bandiera) | D     | Pedro Leal      |
| 21 | Costa Rica (bandiera) | A     | Emmanuel Campos |
| 22 | Costa Rica (bandiera) | P     | Ólger Ruíz      |
| 24 | Costa Rica (bandiera) | C     | Anthony Carruso |
| 26 | Costa Rica (bandiera) | A     | Daniel Peña     |
| 28 | Costa Rica (bandiera) | P     | Bryan Zamora    |
| 30 | Costa Rica (bandiera) | P     | Edwin García    |
| -  | Costa Rica (bandiera) | D     | Maiky Vargas    |
| -  | Costa Rica (bandiera) | D     | Josué Rojas     |
| -  | Costa Rica (bandiera) | D     | Yasín Medina    |
| -  | Costa Rica (bandiera) | D     | Martín Cubero   |
| -  | Costa Rica (bandiera) | C     | Jason Prendas   |
| -  | Costa Rica (bandiera) | A     | Joshua Díaz     |
| -  | Costa Rica (bandiera) | A     | Diego Angulo    |
| -  | Costa Rica (bandiera) | A     | Carlos Gonzáles |
| -  | Costa Rica (bandiera) | A     | Eduardo Arroyo  |